# 大和市立南林間中学校
大和市立南林間中学校（やまとしりつ みなみりんかんちゅうがっこう）は、神奈川県大和市南林間九丁目にある公立中学校。

## 概要
学校目標は「豊かな心」、「学ぶ意思」、「心身の健康」である。校地は神奈川県立大和西高等学校と大和市立南林間小学校に隣接している。

## 沿革
- 1981年 4月1日- 開校
- 1981年 10月1日- 校章制定
- 1982年 3月1日- 校旗制定
- 1983年 3月7日- 校歌制定

## 進学前小学校
- 大和市立西鶴間小学校（一部は大和市立大和中学校へ）
- 大和市立緑野小学校（一部は大和市立つきみ野中学校へ）
- 大和市立南林間小学校

## 進路
進学先公立高等学校としては、旧大和座間綾瀬学区に立地する高校および東急田園都市線、小田急江ノ島線沿線の高校が想定される。
- 旧大和座間綾瀬学区に立地
  - 神奈川県立大和高等学校
  - 神奈川県立大和南高等学校
  - 神奈川県立大和東高等学校
  - 神奈川県立大和西高等学校
  - 神奈川県立座間高等学校
  - 神奈川県立座間総合高等学校
  - 神奈川県立綾瀬高等学校
  - 神奈川県立綾瀬西高等学校

- 東急田園都市線沿線（徒歩圏）
  - 神奈川県立市ヶ尾高等学校

- 小田急江ノ島線沿線（徒歩圏）
  - 神奈川県立相模大野高等学校
  - 神奈川県立神奈川総合産業高等学校
  - 神奈川県立藤沢総合高等学校
  - 神奈川県立湘南台高等学校
  - 神奈川県立湘南高等学校

## 交通
- 小田急江ノ島線南林間駅徒歩16分
- 神奈川中央交通綾75系統「九条」バス停から徒歩8分

## 主な出身者
- 河村隆一 - ミュージシャン
- 山田悠介 - 小説家
- 青木智美 - 競泳選手